# Казарма 10 км
Казарма 10 км — упразднённое село в Омутинском районе Тюменской области России. Входило в Вагайское сельское поселение.

## История
До 1917 года входило в состав Омутинской волости Ялуторовского уезда Тобольской губернии. По данным на 1926 год Полуказарма железнодорожная состояла из 3 хозяйств. В административном отношении входила в состав Малокрутинского сельсовета Новозаимского района Тюменского округа Уральской области.
Село упразднено в октябре 2022 года в связи с прекращением его существования.

## Население
| 1989 | 2002 | 2010 |
| ---- | ---- | ---- |
| 14   | ↘11  | ↘6   |

По данным переписи 1926 года в селе проживало 17 человек (5 мужчин и 12 женщин), в том числе: русские составляли 100 % населения.
Согласно результатам переписи 2002 года, в национальной структуре населения русские составляли 91 % из 11 чел.